# Долинське (Кам'янський район)
Доли́нське (Алферівка)— село в Україні, у Кам'янському районі Дніпропетровської області. Входить до складу Саксаганської сільської громади. Населення — 976 мешканців.

## Населення

### Мова
Розподіл населення за рідною мовою за даними перепису 2001 року:
| Мова       | Відсоток |
| ---------- | -------- |
| українська | 92,73%   |
| російська  | 4,51%    |
| молдовська | 1,33%    |
| білоруська | 1,02%    |
| інші       | 0,41%    |

## Географія
Село Долинське знаходиться на березі річки Саксагань, вище за течією на відстані 0,5 км розташоване село Катеринопіль, нижче за течією примикає село Тернувате. Через село проходить автомобільна дорога Т 0415.

## Історія
Історія цього села багато в чому незвична, не вписується у стереотипні рамки і в багатьох відношеннях являє собою скоріше виняток із правил, ніж звичайне явище. Унікальність її полягає не тільки і не стільки в перетворенні запорозького зимівника в кріпацьке містечко. Справа в незвичності дій і поведінки поміщика, який створив для своїх підданих райські умови життя і праці, про які і сьогодні, через 160 років, можна тільки з подивом говорити і заздрити його кріпакам. На фоні цього дуже гостро постає питання історичної несправедливості, невдячної людської пам'яті і відчуття, і очікування кари і відплати за заподіяне варварство і віроломство по відношенню до свого благодійника.
Ще в часи Старої (Чортомлицької) Січі (1652–1709 рр.) козак Батуринського куреня Андрій Неплюй запримітив прекрасну місцевість для зимівника на берегах Саксагані. Та здійснити задумане завадив розгром царськими військами 1709 р. Січі і перехід під протекцію хана. Перебуваючи в Олешках, запорожець п'ять разів приходив сюди полюбуватись степовим привіллям. Зразу ж після повернення у 1734 р. на рідні згарища і заснування Нової (Підпіленської) Січі (1734–1775 рр.), Неплюй заснував тут зимівник із багатьох землянок і запросив до себе на поселення родичів і знайомих із Сосниці Чернігівської губернії. У 1750–1760 рр. зимівник перетворився на багату торгову і промислову слободу в якій вже у 1742 р. діяла похідна церква.
У 1764 р. в новоствореній Новоросійській губернії значну кількість землі по р. Саксагані одержав в рангову дачу титулярний радник С. Н. Алферов. Центром його володінь став зимівник Неплюя. У 1782 р. в слободі Алферово було 60 дворів, населення її складали колишні запорожці і вихідці із Польщі. Розквіт села, його благоустрій, побудова величезної кількості навіть за мірками сьогоднішнього часу будівель громадського призначення, і тільки завдяки цьому одержання від уряду статусу містечка, повністю завдячуеться молодому спадкоємцеві Олександру Семеновичу Алферову. Блискучий молодий офіцер, учасник наполеонівських війн, він у 21 рік був вже майором і в лавах російської армії побував в Європі. Все побачене, особливо життя і становище селян, справили на нього надзвичайно велике враження. Одержавши у спадок маєток, Олександр Семенович прикладає багато зусиль для докорінної перебудови як зовнішнього вигляду села, так і внутрішніх відносин кріпаків і поміщика. Результати були просто приголомшливі. Розглянемо деякі аспекти новаторських дій О. С. Алферова. Селяни одержали необхідну кількість землі для власних потреб. Поміщик платив за них всі податки і повинності.
Зовнішнім видом Алферово нагадувало місто. Будинки в основному були з мезонінами, або ж двоповерхові, побудовані з цегли. Центральна вулиця тягнулась до двох верст, була обсаджена деревами і мала тротуар. До речі, у губернському Катеринославі він з'явився лише через шість років. Населення було змішане. Тут проживали українці, росіяни, поляки і євреї. За станом 1842 р. у 120 дворах проживало близько 900 селян, 30 сімей євреїв і 20 сімей різночинців.
У центрі містечка розміщувались дві церкви, синагога, поштова станція і контора. Двоповерхову лікарню обслуговували відставний військовий медик, лікар, повивальна бабка (акушерка — В. М.), вихованка Московської Опікунської Ради. Першокласною аптекою з лабораторією завідував провізор. У прихідському училищі разом навчались кріпацькі, різночинські і дворянські діти. На благородних гостей чекав готель з підвалом для вин, свіжі газети і журнали, а прості зупинялися на постоялому дворі і в корчмі.
У містечку діяли величезні механізовані двоповерхові заводи: горілчаний з паровою машиною, а також пивоварений та цегляний. Мали постійних замовників майстерні годинникаря, палітурника, каретників, кравців чоловічого і жіночого одягу, шевців, черевичників, шапочників, картузників, бляхарів, мідників, склярів, ковалів, теслярів, каменярів, штукатурів, обручників, калачників і т.ін. Зауважимо, що всі житлові і громадські будинки були побудовані і утримувались за рахунок поміщика.
З дозволу уряду в містечку щорічно проводилось чотири ярмарки і кожної неділі базари. Для них було відведено особливе місце в центрі села. У спеціально обладнаному приміщенні діяли промислові крамниці, м'ясний, рибний, дьогтевий, дерев'яний ряди, містились склади.
Алферово відзначалось чистотою, красою будівель, достатком і добробутом кріпаків. У 1863 р. Олександра Семеновича вже не було. Маєтком володіли його дружина і дружина ротмістра Людмила Ломиковська. По викупній грамоті селяни одержали по дві десятини землі на ревізьку душу, що було значно менше, ніж за кріпосного права. У 1873 р. земство відкриває в містечку початкове училище, а в 1903 р.— ремісниче училище, ясла для дітей селян на час жнив і фельдшерський пункт. Населення містечка продовжувало зростати. Так, за станом 1859 р. тут проживало 1109 мешканців, а в 1913 р.— 2993.
Із місцевої церкви в Катеринославський музей надійшло дві старовинні ікони.
Біля Долинського у березні 1920 стався бій повстанців  загона отамана Малашко з червоноармійцями, що вийшли з ешелону з Катеринослава. Під час зіткнення загинуло 33 особи, з них 11 учнів Верхньодніпровської сільськогосподарської школи (старшому було 18 років).
До 2017 року орган місцевого самоврядування — Саївська сільська рада.

## Відомі люди
- Грунтенко Василь Антонович (1896—1923) — український військовий лікар та підпільник, один з організаторів та фактичних керівників Волинської повстанської армії.

## Економіка
- ТОВ «Агроцентр К».

## Об'єкти соціальної сфери
- Школа.
- Фельдшерсько-акушерський пункт.
- Клуб.